# Daevid Allen

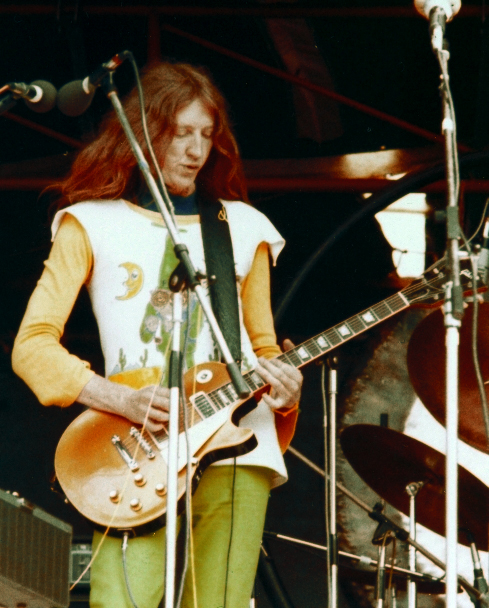
Daevid Allen în 1974

Daevid Allen (născut Christoher David Allen pe 13 ianuarie 1938 în Melbourne, Australia - d.13 martie 2015) a fost un poet, chitarist și compozitor, cel mai cunoscut ca și co-fondator al trupelor de rock psihedelic Soft Machine și Gong. Câteodată este creditat ca „Divided Alien". A locuit în Byron Bay, Australia și în Londra. 

## Discografie selectivă
- Live 1963 (Daevid Allen Trio) (1963)
- Banana Moon (1970)
- Good Morning (1976)
- Now Is The Happiest Time of Your Life (1977)
- N'existe Pas! (1978)
- Divided Alien Playbax Disk 2 (1980)
- Divided Alien Playbax Disk 1 (1980)
- Ex/Don't Stop (1982 - cu David Tolley)
- Divided Alien Playbax 80 (1982)
- Rdio Art 1984 (1984)
- Live Spring '88: The Return (1988)
- Stroking The Tail of The Bird (1990 - cu Gilli Smyth și Harry Williamson)
- Australia Aquaria (1990)
- Melbourne Studio Tapes (1990 - cu Invisible Opera Company of Oz)
- Who's Afraid (1992 - cu Kramer)
- 12 Selves (1993)
- Hit Men (1995 - cu Kramer)
- Dreamin' a Dream (1995)
- Bards of Byron Bay (1995 - cu Russel Hibbs)
- Sacred Geometry (2001 - cu Micro Cosmic)
- Nectans Glen (2001 - cu Russel Hibbs)